# Шпиталь Святого Духа
Шпита́ль Свято́го Ду́ха — найдавніший у Львові заклад для опіки над знедоленими, що існував від [[XIV століття] до 1780 року на місці нинішньої площі Івана Підкови. Заснований початково як притулок, із часом набув також функцій лікувального закладу.

## Історія
Першим храмом, який постав на місці пізнішого шпиталю, була давньоруська церква святого Хреста, про яку згадує у «Хроніці міста Львова» Д. Зубрицький Після захоплення Львова польськими та угорськими феодалами, церкву передали римо-католикам, які облаштували тут костел. 
Відомо, що у ньому ймовірно виголошував промови святий Ян з Дуклі — з 1461 року «німецький» проповідник храму. Серед міщан стала поширеною традиція обов'язково відвідувати костел Святого Духа на Зелені свята. У храмі було три вівтарі..
У 1418 році отримав фундаційне підтвердження від папи Мартина V. Посвята костелу на честь Святого Духа фактично призвела і до зміни назви усього шпиталю. 1444 року магістрат заснував при закладі додатково школу для хлопчиків, що мала конкурувати з Катедральною. Через це, ймовірно, був забудований город, згаданий 1406 року, знаходження якого дослідникам не вдалось ідентифікувати тепер.
Протягом II половини XV століття на користь шпиталю надійшло кілька значних пожертв. Так зокрема костел збудовано на ділянці наданій магістратом. 1403 року подружжя Айзгенгутелів подарувало шпиталеві 2 лани на Галицькому передмісті. Блаженний Яків Стрепа призначив на користь костелу десятину від села Пруси. 1457 року львівський стольник і меценат Іван Ходоровський з Берездівців подарував для утримання шпиталю Святого Духа три села: Бовшів, Могилище та Лучани. 1607 року сеймовою ухвалою в довічне користування шпиталю передано село Скнилівок, що стало причиною конфлікту з магістратом і завершилося  продажем Скнилівка магістратом Мартину Кампіану 1624 року. Окрім Скнилівка закладу належали села Малехів та Млинівці, «Бабій млин» на Полтві поблизу Малехова, лани при вулиці Широкій (нині Коперника). 1680 року шляхтич Мартин Філіповський подарував кам'яницю призначену на помешкання святодухівському вікарієві.
Маєтки установи зростали, що призвело до конкуренції між священиками костелу Святого Духа і магістратом за право опіки над шпиталем. Між архієпископами і містом точились судові справи в інстанціях різних рівнів, включно з Апостольською Столицею. Тим не менш буллами папи Мартина V від 1417 і Євгенія IV від 1446 підтверджено права магістрату. 1503 прийнято певне компромісне рішення — місто керувало питаннями утримання, а священики — духовними потребами. 1546 шпиталь повністю підпорядковано місту. 1626 року права магістрату на шпиталь підтвердив папа Урбан VIII.
Шпиталь двічі горів у 1527 і 1564 роках. 1649 року після реставрації костел наново освячено. Відомо про практику щорічного (завжди 22 лютого) обрання двох провізорів (опікунів) шпиталю з числа членів магістрату наприкінці XVI століття. Серед провізорів багато років був історик та бургомістр Бартоломей Зиморович. У межах шпиталю щороку на свято Задушки серед мешканок шпиталю обирались двоє старших, які слідкували за порядком у закладі. Опіка над малолітніми, сиротами та бідними була також одним з обов'язків міського синдика.
1734 року до шпиталю добудовано два поверхи. Нові кімнати для відпочинку були зі «станцами» — розписами. Після завоювання 1772 року Львова австрійцями шпиталь втратив усі свої маєтки і джерела доходів. Через брак коштів неможливо було виконувати ремонт аварійної на той час будівлі. Добудова 1734 року ймовірно викликала перевантаження конструкцій і в ніч на 7 березня 1780 року частина шпиталю, що примикала до костелу завалилась. Обійшлось без жертв — стан будівель різко погіршувався і мешканців виведено днем раніше. Архітектор П'єр Дені Ґібо обстежив об'єкт і засвідчив, що залишки споруди, а особливо костел, не вдасться врятувати. Розпорядженням «губернії» від 22 березня 1780 року прийнято рішення остаточно розібрати руїни, а кафедральному офіціалові о. Годуровському доручено забрати майно костелу. Частину матеріалу з завалів використав магістрат, а частину було продано купцю Прешлю за 1504 золотих ринських і 54 корон. При цьому будинок вікарія не було до кінця розібрано — капітула виступила з претензіями на право власності на цю руїну та земельну ділянку під нею (17,5 сажнів) та ділянку де стояв храм.
Ще 1544 року документи фіксують топонім — вулиця «Шпитальна Святого Духа». 1780 року цю вулицю об'єднано з кількома іншими під новою назвою — «Довга» (вулиця вийшла найдовшою у середмісті). Від липня 1944 року, після ряду перейменувань, відома вже під сучасною назвою — вулиця Театральна.
Костел Святого Духа — останній з храмів Львова, в якому у XVII столітті проводилися богослужіння німецькою мовою.
На цьому місці влаштовано міський сквер, який отримав назву «Площа Святого духа» (нині площа Івана Підкови).

## Архітектура комплексу
Територія шпиталю знаходилася у середмісті Львова при західному оборонному мурі і початково простягалась від нинішньої площі Катедральної до вулиці Шевської. Північна частина її була поглинута на початку XVII століття костелом та колегією єзуїтів. На місці значної частини території колишнього шпиталю нині знаходиться площа Івана Підкови (колишня площа Святого Духа), з одноповерховою колишньою гауптвахтою (збудована 1827), будівлями готелю «Відень» та «Віденської кав'ярні». По центру знаходиться пам'ятник Івану Підкові. Площа зі сходу обмежена вулицею Театральною, а з заходу — проспектом Свободи (прокладений вздовж т. зв. «Високого муру», що раніше був межею шпитальної ділянки).
До розбудови 1734 року шпиталь був двоповерховим, а на рівні дахів був додатковий поверх. Храм був невеликим однонавовим з абсидою, яка без пресбітерія прилягала безпосередньо до нави. Перегородка ділила наву надвоє, утворюючи свого роду передсінок. Вкритий двосхилим стрімким дахом із сигнатуркою з цибулястим завершенням. До кінця XVII століття на території шпиталю з'являється ряд т. зв. «кам'яниць знаті костелу Святого Духа». Про них зокрема згадується в описі пожежі 1565 року.

## Розкопки 1978 року

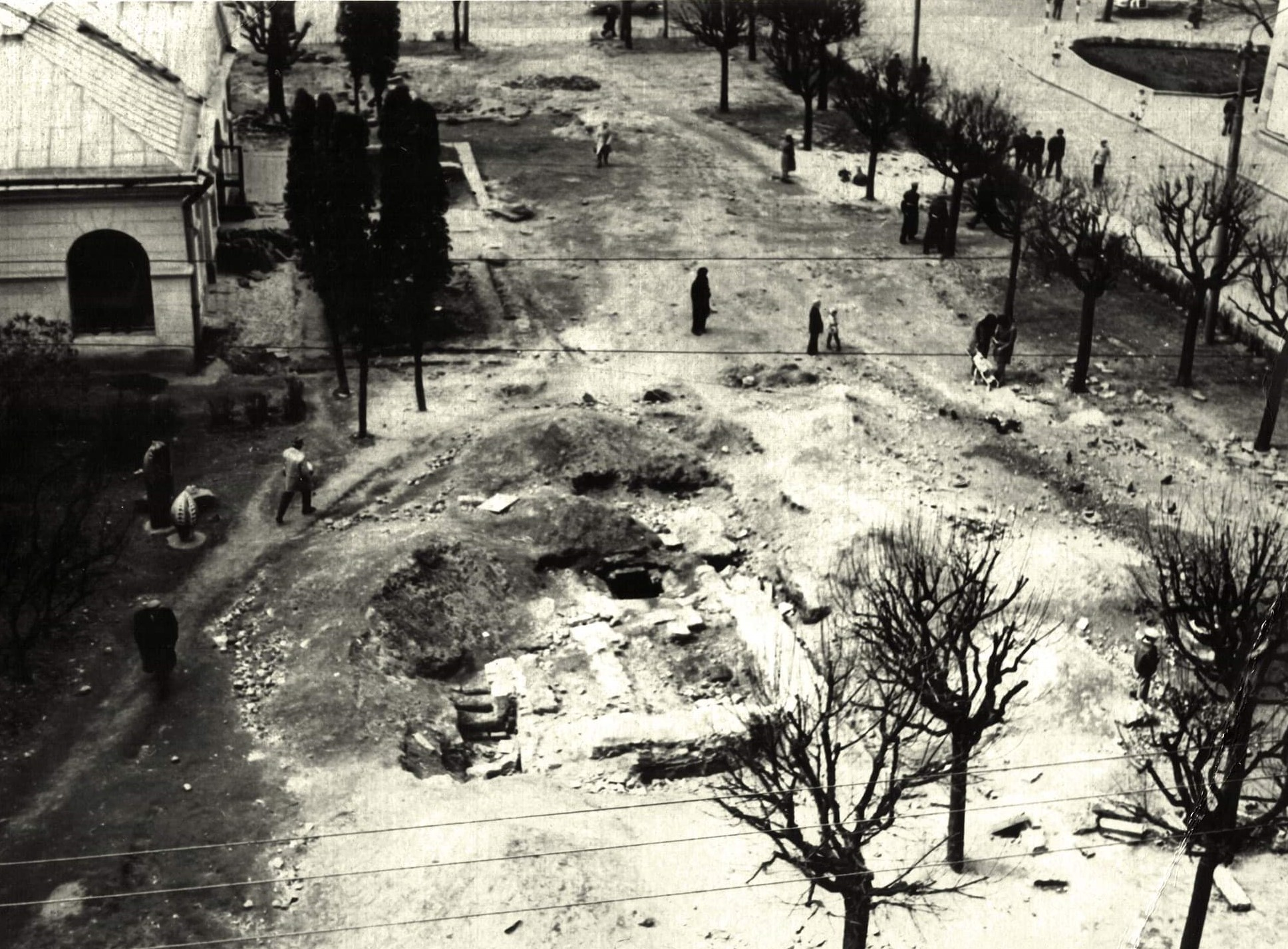
Площа Підкови (розкопки)

1978 року під час прокладання каналізаційного колектора на площі проведено археологічні розкопки. Знайдено залишки фундаментів та стін, переважно з пісковику нерегулярної форми, деколи — з цегли. Загалом ідентифіковано 11 окремих приміщень. Відкрито цегляне вуличне мощення. Виявлено 4 поховання. Зібрано велику кількість речового матеріалу — фрагменти посуду найрізноманітніших типів та розмірів, кахлі, скляні вироби, інструменти, значну кількість монет. Знайдено сліди діяльності костерізної майстерні, що діяла на території Святодухівського ансамблю. Найдавніші знахідки, що стосуються шпиталю датуються першою половиною XIV століття Уточнення розміщення та планування споруд дозволило ідентифікувати їх на вже відомих давніх зображеннях міста. Всупереч рекомендаціям археологів залишки будівель не було музеєфіковано. Фундаменти протрасовано на тротуарі, встановлено меморіальну дошку з планом віднайдених споруд (втрачена).